# Hiroki Aratani
Hiroki Aratani (japanisch 荒谷 弘樹 Aratani Hiroki; * 6. August 1975 in der Präfektur Toyama) ist ein ehemaliger japanischer Fußballspieler.

## Karriere
Aratani erlernte das Fußballspielen in der Schulmannschaft der Toyama Daiichi High School. Seinen ersten Vertrag unterschrieb er 1994 bei den Urawa Reds. Der Verein spielte in der höchsten Liga des Landes, der J1 League. 1998 wechselte er zum Zweitligisten Kawasaki Frontale. 1999 wechselte er zum Ligakonkurrenten Omiya Ardija. 2004 wurde er mit dem Verein Vizemeister der J2 League und stieg in die J1 League auf. Für den Verein absolvierte er 118 Ligaspiele. 2009 wechselte er zum Zweitligisten Consadole Sapporo. Für den Verein absolvierte er 30 Ligaspiele. 2010 wechselte er zum Ligakonkurrenten Ventforet Kofu. 2010 wurde er mit dem Verein Vizemeister der J2 League und stieg in die J1 League auf. Für den Verein absolvierte er 11 Ligaspiele. Ende 2011 beendete er seine Karriere als Fußballspieler.